# Leeuwen (Reuver)
Leeuwen (Limburgs: Lieëwe) is een buurtschap (of wijk) binnen de gemeente Beesel. De buurtschap is gelegen aan de zuidzijde van het kerkdorp Reuver en wordt aan de westzijde begrensd door de Maas en aan oostelijke zijde door de spoorlijn Roermond-Nijmegen. Tegenwoordig gaat de buurtschap aan de noordelijke zijde min of meer geruisloos over in de bebouwing van Reuver. Langs de belangrijkste invalswegen staan sinds september 2018 plaatsnaamborden die de begrenzingen aangeven.

## Geschiedenis
Hergebruikt bouwmateriaal wijst op Romeinse bewoning rond de Maasduinen. Uit de Merovingische tijd dateert een nederzetting in de Everskamp, nu deel uitmakend van bungalowpark De Lommerbergen. Aan de andere zijde van het bungalowpark werd in 1981 een zogenaamde wüstung opgegraven, een verlaten nederzetting uit de 12e eeuw. Leeuwen als woonkern ontstond aan de oostzijde van de Maas tegenover Kessel, op de plaats waar een van de oude handelsroutes tussen Antwerpen en Keulen de rivier overstak met behulp van een veerpont. Het graafschap Kessel had tot het eind van de 13e eeuw uitgebreide bezittingen aan de oostzijde van de Maas. Veel van de oude boerderijen in de gemeente Beesel kunnen worden herleid tot deze bezittingen.
De Sint-Lambertuskapel, volgens de overlevering gebouwd in de 7e eeuw, vormde eeuwenlang het religieuze centrum van Leeuwen. Na Lambertus zouden ook zijn opvolgers Plechelmus en Willibrordus hier gepredikt hebben.
De buurtschap kende daarnaast enkele grote boerderijen. De invloedrijkste ervan, hoeve de Schei, was reeds in de 14e eeuw een Gelders leengoed. Aan dit leengoed was een laathof verbonden.
Hoeve de Haag, eveneens vermeld in de 14e eeuw, verdween in de 16e eeuw; de bezittingen vinden we later onder andere terug bij hoeve de Zang, geruime tijd een domeingoed. Ook hoeve de Kamp, tegenwoordig een carréboerderij, bestond reeds in de 14e eeuw. Hoeve de Spieker, gebouwd in de 16e eeuw, had tot aan de Franse tijd een omgrachting. In de Tachtigjarige Oorlog werd hier een schans aangelegd waarop de boerenbevolking zich in tijd van nood kon terugtrekken.
Vanaf de 16e eeuw nam het aantal woningen in Leeuwen toe en in de 18e eeuw verschoof het zwaartepunt naar het kruispunt van twee wegen: de weg van het veerpont richting graafschap Gulik en de weg tussen Reuver en Beesel. De kern Reuver ontstond pas in de 16e eeuw; bezittingen hier werden óf tot Leeuwen óf tot Offenbeek gerekend. In de vroege 19e eeuw werd in een van de huizen van Leeuwen school gehouden. Ook vestigde zich er een bierbrouwerij: De Leeuw. De productie hier werd in 1920 gestaakt.
In de vroege 20e eeuw ontstond kennelijk behoefte aan een eigen identiteit van de buurtschap; dit leidde tot de oprichting van 'Leeuwen Vooruit', een vereniging die zich onder andere bezighield met de promotie van de buurtschap door middel van bijvoorbeeld het organiseren van een aparte kermis. Door grootschalige woningbouw in het Reuversveld, een gebied dat de kernen Leeuwen en Reuver eerder grotendeels scheidde, ging de buurtschap na de Tweede Wereldoorlog steeds meer op in het sterk groeiende Reuver. In 1967 kocht Piet Derksen een gedeelte van het bosgebied aan de zuidzijde van Leeuwen en begon hier een van de eerste bungalowparken van Nederland: De Lommerbergen, genoemd naar 17e-eeuwse eigenaren van hoeve de Spieker.
Veel kleine boerderijen in Leeuwen verdwenen in de loop van de 20e eeuw en de wijk veranderde van een agrarische gemeenschap in een woonwijk met detailhandel en horeca. Op het eind van die eeuw verdween ook een gedeelte van de middenstand. In de jaren 1960 werden in Leeuwen drie scholen gebouwd voor respectievelijk kleuter-, basis- en voortgezet onderwijs: de Sint-Bernadetteschool, de Leewerveltschool en Den Roover. Alle drie deze scholen was geen lang leven beschoren en ze werden nog vóór de eeuwwisseling alweer gesloopt om plaats te maken voor woningbouw. Leeuwen behoort tot de oude kernen binnen de gemeente Beesel die een eigen bewegwijzering hebben, net als de kernen Rijkel, Bussereind, Offenbeek en Ronkenstein. Begin 21e eeuw werd in Leeuwen een appartementencomplex gebouwd met de naam Leeuwenhoek.